# Aného
Aného város Togo déli részén, a Guineai-öböl partján.
A fő ágazatok a mezőgazdasági tevékenység és a halászat. A vudu-kultusz egyik központja.
A gyarmatosítás idején Kis Popo néven volt ismert és egy jelentős portugál rabszolga-kereskedelmi központ működött itt. Az 1880-as években Togo első német fővárosa lett. Jelentősége erősen csökkent, miután Lomé lett a főváros.

## Fordítás
- Ez a szócikk részben vagy egészben  az   Aného című angol Wikipédia-szócikk fordításán alapul.  Az eredeti cikk szerkesztőit annak laptörténete sorolja fel. Ez a jelzés csupán a megfogalmazás eredetét és a szerzői jogokat jelzi, nem szolgál a cikkben szereplő információk forrásmegjelöléseként.